# Kabinet-Wijdenbosch I
Het kabinet-Wijdenbosch I was een Surinaams kabinet onder leiding van premier Jules Wijdenbosch. In deze periode stond Suriname onder militair gezag en was Fred Ramdat Misier de president. Het kabinet regeerde van 13 februari 1987 tot en met 26 januari 1988.

## Samenstelling
Het kabinet-Wijdenbosch maakte de laatste maanden tot aan de verkiezingen van 1987 af, omdat het voorgaande kabinet-Radhakishun voortijdig opstapte. In het kabinet vond een mutatie plaats op Buitenlandse Zaken.
| Ministerie                                                                            | Minister/mutatie                                  | Opmerkingen        |
| ------------------------------------------------------------------------------------- | ------------------------------------------------- | ------------------ |
| Algemene Zaken; Binnenlandse Zaken, Districtsbestuur en Volksmobilisatie; en Justitie | Jules Wijdenbosch                                 | tevens premier     |
| Buitenlandse Zaken                                                                    | Jules Wijdenbosch / Henk Heidweiller (militairen) |                    |
| Sport- en Jeugdzaken                                                                  | Orlando van Amson (militairen)                    |                    |
| Volksgezondheid                                                                       | Henk Alimahomed (VHP)                             |                    |
| Financiën en Planning                                                                 | Subhas Mungra (VHP)                               |                    |
| Natuurlijke Hulpbronnen en Energie                                                    | Harry Kensmil (NPS)                               | tevens vicepremier |
| Openbare Werken, Telecommunicatie en Bouwnijverheid                                   | Wilhelm Wolfram (NPS)                             |                    |
| Landbouw, Veeteelt en Visserij                                                        | Cornelis Ardjosemito (KTPI)                       |                    |
| Transport, Handel en Industrie                                                        | René Reeder (ASFA)                                |                    |
| Leger en Politie                                                                      | Wilfred Maynard (militairen)                      |                    |
| Arbeid                                                                                | André Koornaar (PWO)                              |                    |
| Sociale Zaken en Volkshuisvesting                                                     | Ewald Grep (Moederbond)                           |                    |
| Justitie                                                                              | Siegfried Gilds (C-47)                            |                    |
| Onderwijs en Wetenschap                                                               | Allan Li Fo Sjoe (CLO)                            |                    |